# Risabha

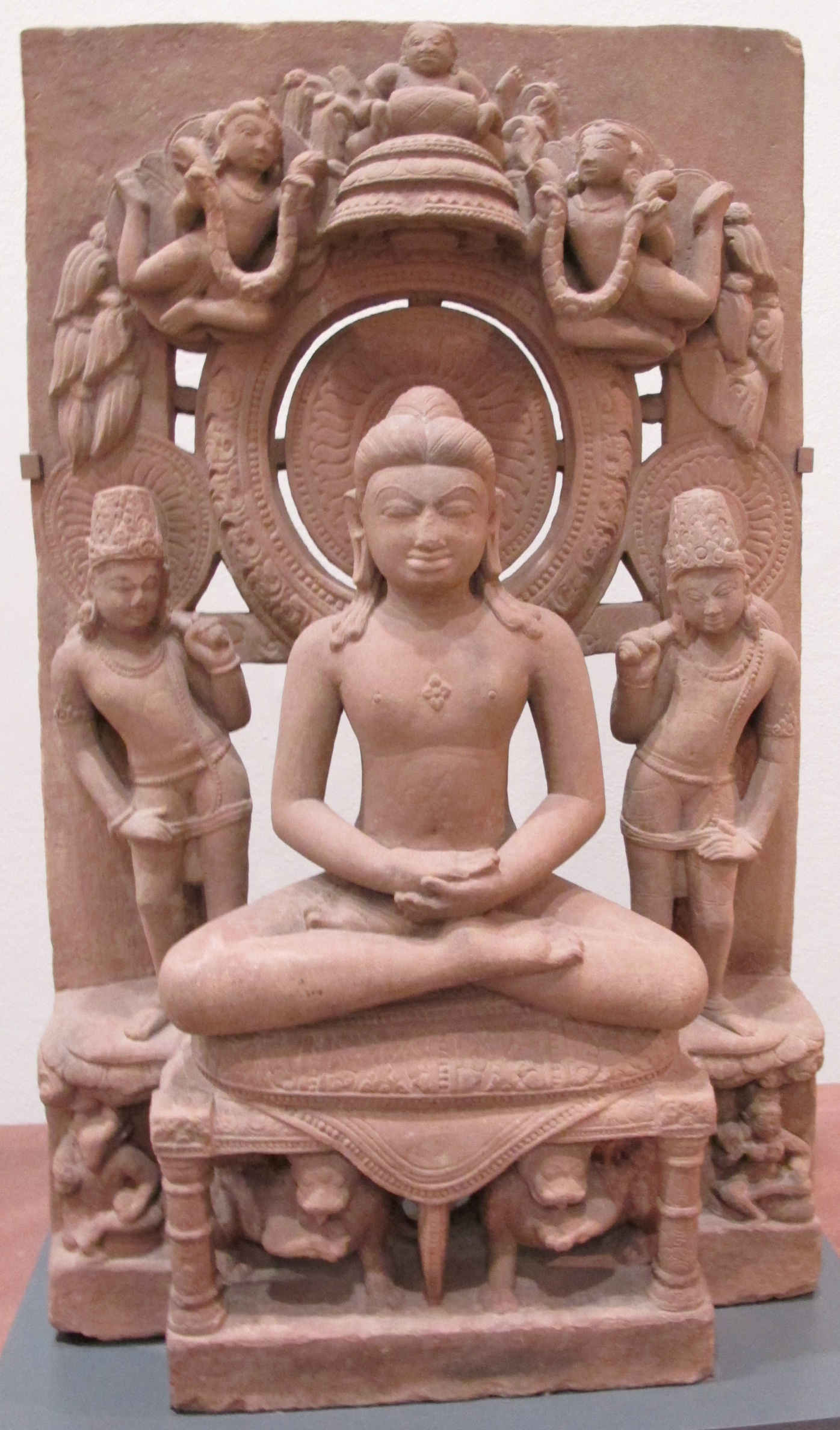
Risabha középkori ábrázolása

Risabha (szanszkrit: ऋषभ; angol: Rishabhanatha) a dzsainizmusban a jelenlegi avaszarpini (hanyatló világkorszak) első tírthankarája, akinek az Ádináth vagy Ádinátha címet is adják (Ádi=első). A dzsainizmus alapítójának is tekinthető. 
A dzsainák az emberi társadalom szervezeti alapjainak megteremtőjeként tisztelik ezt a rendkívül népszerű alakot, aki létrehozta a kasztokat, törvényeket adott, s megteremtette a mezőgazdaságot.  A hindu Bhágavata-purána szintén megemlíti Risabhát: Visnu egyik kisebb megtestesüléseként szerepel a szövegben (ami valószínűleg kultuszának középkori népszerűségét tükrözi). A Rádzsasztánban található ranakpuri templomkomplexum fő temploma, az Ádináth-templom, ma is a dzsainák öt legfőbb szent zarándokhelyeinek egyike.